# Front de la liberté (France)

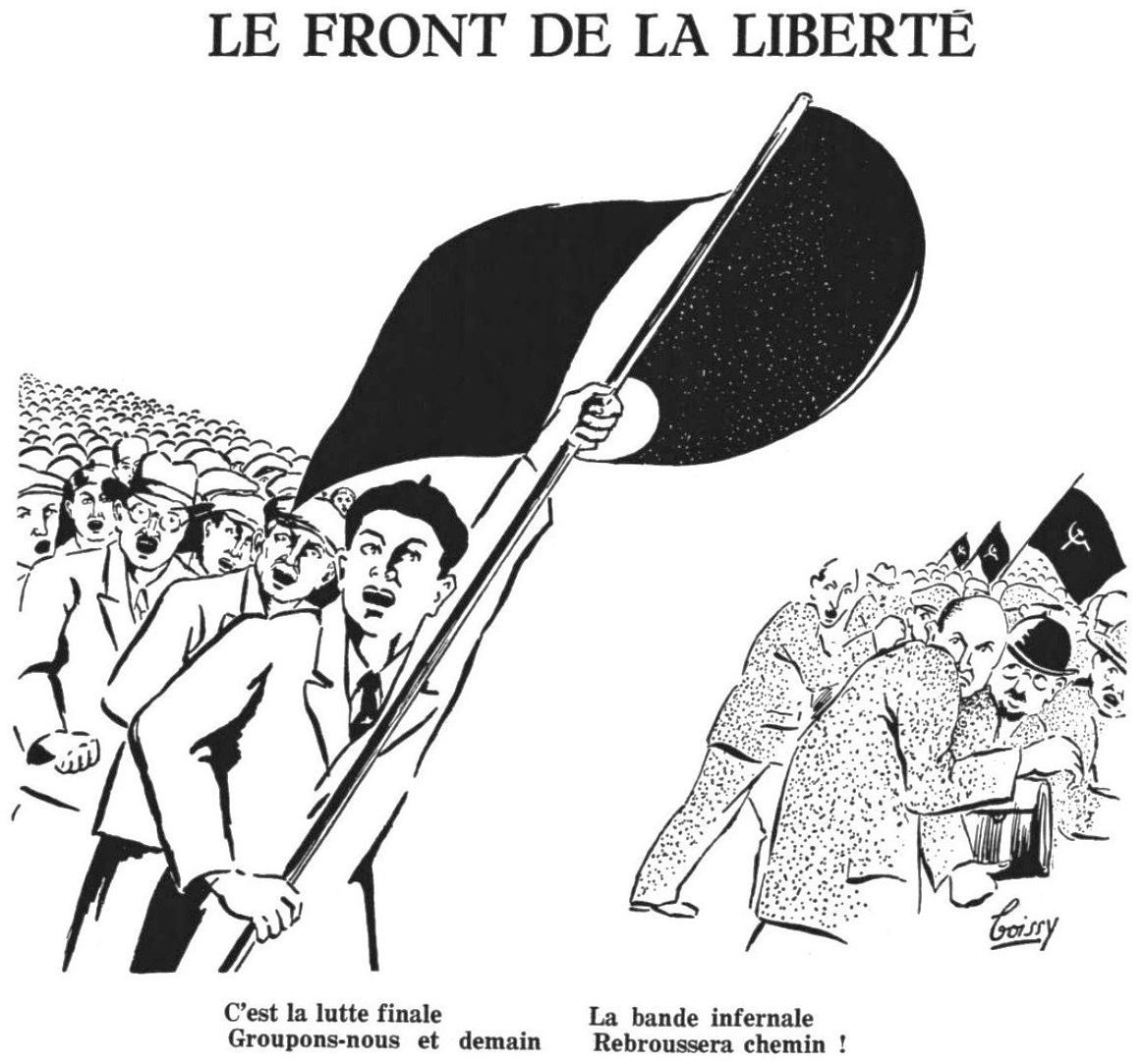
Dessin anticommuniste favorable au Front de la liberté et publié par le Parti populaire français (PPF) en 1937.

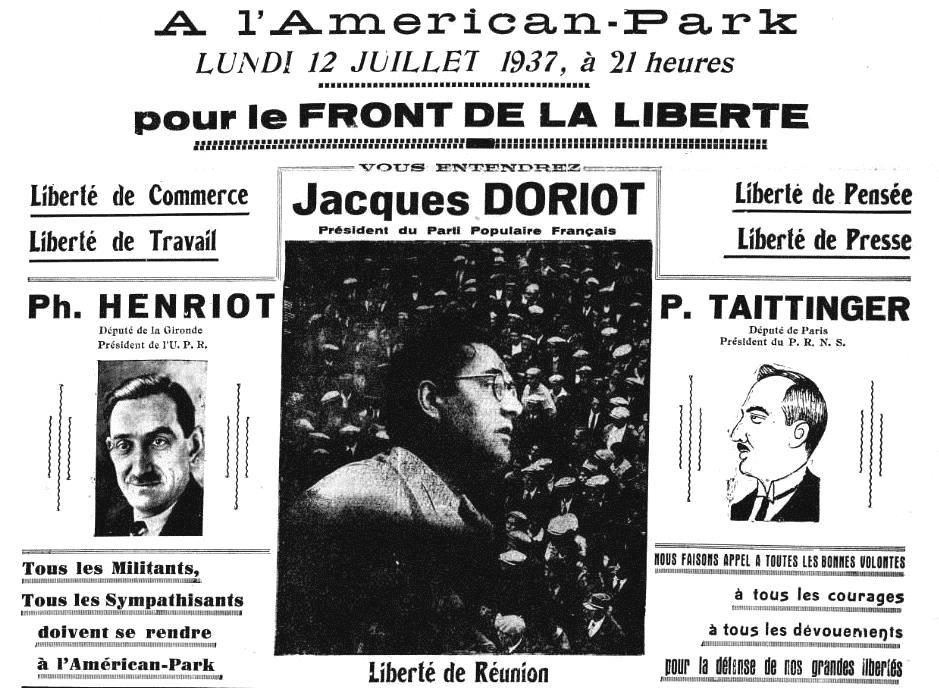
Annonce d'un meeting du Front de la liberté à Bordeaux, avec Philippe Henriot (UPR), Jacques Doriot (PPF) et Pierre Taittinger (PRNS).

Créé en 1937 à l’initiative de Jacques Doriot, président du Parti populaire français, le Front de la liberté est une tentative de rapprochement de partis des droites sur un ciment idéologique fédérateur, l’anticommunisme.

## La mise sur pied difficile du Front de la liberté

### Le contexte politique et les premières tentatives de rassemblement
À la suite de la victoire du Front populaire aux législatives de 1936, les ligues d'extrême droite sont dissoutes en juin et de nouveaux partis apparaissent comme le Parti social français (PSF) du colonel François de La Rocque, le Parti populaire français (PPF) de Jacques Doriot ou le Parti républicain national et social (PRNS) de Pierre Taittinger.
Une des premières réactions à la victoire des gauches fut la décision prise par la Fédération républicaine de lancer un intergroupe de l’opposition à la Chambre et au Sénat afin d’établir une riposte commune lors de réunions hebdomadaires. La démarche est acceptée par l’ensemble des groupes ne soutenant pas le Front populaire.
Une autre fut l’initiative anticommuniste, en juillet 1936, du président de l’Union nationale des combattants, Jean Goy, qui parvient à un accord avec le PSF à l’automne 1936 afin de défendre les libertés individuelles, l’indépendance nationale, le respect de la propriété privée et la défense des institutions démocratique mise à mal – selon eux – par le gouvernement Blum. Cependant, le PSF se retire lorsque l’UNC soutient l’emprunt à la défense nationale lancée en mars 1937.
Des dirigeants de partis appellent au rassemblement, tel Taittinger à l'été 1936. En province, des réunions communes ont lieu, comme le 21 juin 1936 à Marseille, où est fondé un éphémère Comité de Rassemblement national et social le 5 juillet 1936. Des rassemblements plus durables sont mis en place, tels le Rassemblement national lorrain à Nancy ou le Front lorrain en Moselle.
Le début de l’année 1937 témoigne de la recrudescence des meetings, cortèges et rassemblement entre les différentes droites (républicaines et parlementaires ; l’extrême droite et les groupements fascistes) qui accentuent les contacts entre elles. Les droites sont convaincues de la nécessité d’une posture offensive – malgré la pause des réformes que décrète Léon Blum en février 1937 – en prenant modèle sur le rassemblement des gauches qui les ont conduites au succès.

### L’appel de Jacques Doriot et les composantes du Front de la liberté
Élaborée dès l’automne 1936, l’idée du Front de la liberté est exposée par Jacques Doriot dans les meetings de son parti. L’objectif selon le leader du Parti populaire français est de défendre les libertés prétendument bafouées par le Front populaire (liberté de parler, de penser, de travailler, de presse et de commerce) en groupant les partis « nationaux » qui s’opposent au collectivisme. Doriot adresse une lettre à l’Alliance démocratique, à la Fédération républicaine, au Parti agraire et paysan français, au Parti démocrate populaire, au Parti radical-socialiste, au Parti républicain national et social, au Parti social français et à l’Union socialiste républicaine. Lors du congrès national de son parti à Clichy le 7 mai, Doriot réitère son appel en faisant du Front de la liberté un instrument pour le « respect des règles constitutionnelles de la Troisième République » menacé – selon lui – par la SFIC dirigée par Moscou. Ce qui permet d’exclure les royalistes de l’Action française (dissoute) afin de convaincre la Fédération républicaine. À ce jour, seuls le PNRS et le Parti agraire et paysan français ont adhéré au Front de la liberté.
À la suite d'une réunion de travail fin mai entre diverses composantes des droites, le Front de la liberté est officiellement lancé lors d’un meeting au vélodrome d’hiver le 22 juin 1937 rassemblant les leaders du PRNS, du PPF, Philippe Henriot et Xavier Vallat représentant la FR.
Au total, le Front de la liberté associe l’association des amis des Francistes (ex. Parti franciste), le Centre de propagande des républicains nationaux d’Henri de Kerillis, la Fédération républicaine, le Parti agraire et paysan français de Gustave Fleurant (dit Fleurant Agricola), le Parti populaire français et le Parti républicain national et social (PRNS) de Pierre Taittinger (regroupant la ligue dissoute des Jeunesses patriotes).

### Le refus du Parti social français et le véritable objectif du Front de la liberté
Il est paradoxal de constater que le PPF lance l’idée de ce Front de la liberté par la voix de Jacques Doriot et de voir, dans ce cadre, « le leader de la plus importante formation fasciste française défendre avec la plus grande fermeté les libertés d’expression et les institutions républicaines » . Plus qu’un comportement opportuniste, la stratégie de Jacques Doriot fut d’amoindrir le PSF en se révélant être le meilleur représentant de l’anticommunisme. Il est fortement probable qu’il pensait faire de cette organisation le moyen de prendre l’ascendant sur la Fédération républicaine et de prendre appui sur son réseau de militants, de notables, d’élus et de soutiens financiers pour être le principal représentant de la droite. En ce sens, ce groupement doit permettre la respectabilité du parti.
De son côté, la Fédération républicaine entre dans le Front de la liberté car elle a la volonté de se servir des militants divers du Front de la liberté qu’elle ne peut capter de son propre chef tant pour remporter les élections à venir que pour neutraliser l’émergence d’une force parlementaire à sa droite (PSF et PPF) et affaiblir le centre-droit (Alliance démocratique, Parti démocrate populaire, etc.) en jouant sur le dualisme anticommunisme – antifascisme, nécessitant la prise de position de chacun dans un camp ou dans un autre. Ce choix est largement majoritaire au sein de la FR, même si Jean Guiter exprime ses réserves et que cette association avec le PPF est critiquée sévèrement par certains de ses élus et notables.
Ainsi, l’une des motivations officieuses de participer au Front de la liberté est celle de freiner l’ascension du Parti social français qui pose problème en termes de cohabitation, de collaboration, d’alliance et de confrontation depuis sa fondation tant pour la FR, le PPF ou le PRNS qui espère retrouver la vitalité perdue des Jeunesses patriotes.
Le colonel François de La Rocque s’oppose à associer son Parti social français dans le Front de la liberté, conscient que la Fédération républicaine et le Parti populaire français ont lancé cette « coalition défensive » dans l’optique de disloquer sa formation. Plus profondément, La Rocque critique la logique même du Front de la liberté, celle de s’inscrire dans une perspective d’union des droites contre le Front populaire chapeautée par des personnalités et des intérêts financiers. Le PSF s’est en effet bâti en réaction aux partis traditionnels de la droite représentant les intérêts bourgeois et défendant l’ordre établi (notamment par sa logique parlementaire) en prônant le dépassement du clivage droite – gauche ainsi que des idéologies du libéralisme et du marxisme par la fusion des classes sociales par des moyens autoritaires qui s’affranchissent du régime parlementaire. Ainsi, il souhaite préserver l’indépendance de son parti pour qu’il soit à lui seul l’alternative politique.
En ce sens, le conseil national extraordinaire du Parti social français qui se réunit à la mi-juin 1937 s’oppose à adhérer au Front de la liberté car cela « risquerait d’enlever à la masse du parti son caractère de réconciliation française et de le faire apparaître malgré lui comme un instrument de lutte civique » .

### L’opposition à la logique des Fronts des partis du centre-droit
Au contraire du choix de la Fédération républicaine, les autres droites républicaines et parlementaires, à savoir l’Alliance démocratique et le Parti démocrate populaire, refusent catégoriquement d’entrer dans le Front de la liberté. Pour l’AD, le Front de la liberté accentue la division entre les forces politiques. Ainsi, lors du congrès national du parti à Lyon en mai 1937, tant Léon Baréty que Pierre-Étienne Flandin dénoncent ce regroupement des extrêmes et réitèrent leur appel à la conjonction des centres au Parti radical-socialiste, peu de temps avant la chute effective du premier gouvernement de Léon Blum, le 21 juin 1937.

## Les actions du Front de la liberté

### La propagande
La structure du Front de la liberté est extrêmement souple et de type confédérale. Il n’y a qu’un comité de liaison sur le plan national qui définit l’action de ce rassemblement par une réunion hebdomadaire. Les membres de ce comité de liaison sont Claude Popellin pour le PPF ; René Richard pour le Parti républicain national et social ; Camille Blaisot, Jean Guiter, Jacques Poitou-Duplessy et Xavier Vallat pour la FR .
La propagande du Front de la liberté se réalise par de grands meetings départementaux, tels ceux dans la Loire inférieure (juillet), à Annonay (août) ou à Neuilly (novembre), consolidée par de multiples réunions communes notamment à l’approche des cantonales afin de soutenir les véritables « nationaux » dans leurs fiefs respectifs. Louis Marin ne parut guère à des réunions comprenant des leaders du PPF, à quelques exceptions comme à Nancy, son fief, en octobre 1937, où il prit part à un meeting du Rassemblement national lorrain aux côtés de Doriot, Taittinger et Philippe Henriot.

### L’alliance électorale: la «candidature unique» à l’épreuve des cantonales de 1937
La discussion porte sur la « candidature unique » des « nationaux » contre les forces du Front populaire pour les cantonales de 1937 qui va révéler les limites du Front de la liberté entre les intérêts respectifs du PPF et de la FR.
Grâce au soutien du PRNS, c’est la Fédération républicaine qui sort victorieuse des pourparlers entre les trois principales composantes du Front de la liberté (FR, PPF, PRNS) puisque la plupart de ses élus sont reconduits, le PPF n’ayant peu de circonscriptions gagnables, de surcroît soumis à la confrontation avec le PSF. De plus, c’est la FR qui entre en contact avec les partis du centre-droit (Alliance démocratique, Parti démocrate populaire, élus des Radicaux indépendants) afin de finaliser sur le plan national la logique de « candidature unique » .
Ainsi, lors des cantonales de 1937, de nombreux cas mettent aux prises candidat du PPF  contre celui du  PSF ou candidat de la FR contre celui du  PSF. Grâce à l’implantation de ses élus, la FR parvient à contenir l’opposition du PSF tandis que le PPF, soumis à la logique de la « candidature unique », ne réalise pas une percée en termes d’élus.

## L’échec du Front de la liberté ou la victoire des intérêts de partis et des méfiances réciproques
Fondé sur la volonté d’affaiblir le Parti social français et des intérêts propres aux diverses composantes, le Front de la liberté entre en déliquescence après les cantonales de 1937 où la méfiance entre les partenaires est décuplée par les ressentiment de part et d’autre. Il démontre la difficulté de la viabilité de regroupement des partis dû à la querelle des chefs, à la résistance des appareils et aux ambitions électorales contradictoires.
C’est la Fédération républicaine qui s’en démarquera au début de l’année 1938. Son secrétaire général, Jean Guiter dénonce les conférences faîte au nom du Front de la liberté sans l’avis du comité local de la FR. Face à la crainte que le Parti populaire français se serve de ce regroupement afin de le transformer en réseau autonome à son service, la Fédération républicaine se retire des manifestations du Front de la liberté tout en laissant le choix aux fédérations départementales du parti de s’associer ou non à telle ou telle initiative.
Cependant, le comité exécutif de la Fédération républicaine tente de relancer un rassemblement semblable au cours de la fin de l’année 1938, notamment par la proposition de Jean Guiter le 22 novembre 1938 appelant les mouvements « nationaux » à l’unité « contre les méfaits mortels du marxisme ». Un appel qui n’aboutira pas et que refusent l’Alliance démocratique et le Parti démocrate populaire, dans le contexte troublé de l’après-Munich.
À droite de la Fédération républicaine et sans celle-ci, un autre projet de coalition échoue dès mars 1938, quand Jean-Charles Legrand, chef du Front de la jeunesse, appelle en vain le PPF, le PSF, la Confédération des classes moyennes et la Confédération des anciens combattants à former un « Bloc français ».

### Sources primaires
- Jacques Doriot, Le Front de la liberté face au communisme, Paris, 47 p., 1937.

### Travaux universitaires
- Philippe Machefer, « L'Union des Droites, le P.S.F. et le Front de la Liberté, 1936-1937 », Revue d'histoire moderne et contemporaine, t. XVII,‎ janvier-mars 1970, p. 112-126 (lire en ligne).
- Jean Vavasseur-Desperriers, « Les tentatives de regroupement des droites dans les années trente », Annales de Bretagne et des pays de l'Ouest, nos 109-3,‎ 2002, p. 61-77 (lire en ligne).

## À voir aussi